# Lista de prefeitos de Tibau do Sul
Esta é a lista de prefeitos de Tibau do Sul, município brasileiro do estado do Rio Grande do Norte. O prédio da Prefeitura chama-se Palácio Wilson Galvão.
Compreende todas as pessoas que tomaram posse definitiva da chefia do executivo municipal em Tibau do Sul e exerceram o cargo como prefeitos titulares, além de prefeitos eleitos cuja posse foi, em algum momento, prevista pela legislação vigente. Prefeitos em exercício que substituíram temporariamente o titular não são considerados para a numeração, mas estão citados em notas, quando aplicável.
A partir da constituição brasileira de 1934, o cargo de prefeito passou a ser o único, em todo o Brasil, ao qual estão atribuídas as funções de chefe do poder executivo do governo local, em simetria aos chefes dos executivos da União e do estado, portanto, em forma monocrática. Este texto quer dizer que deverá haver harmonia e integração de ação entre as esferas envolvidas sem a intervenção de uma na outra, exceto nos casos previstos na Constituição Federal. Sob a vigente ordem constitucional, Prefeito é a designação dada ao representante do Poder Executivo municipal, que exerce seu cargo em função de uma legislatura (mandato), sendo para tanto eleito a cada quatro anos, podendo ser reeleito por mais 4 anos (segundo mandato).
Com a emancipação do município em 1963, o governador Aluízio Alves nomeou Ulisses Tavares Guimarães, integrante de seu partido o PSD, como primeiro prefeito de Tibau do Sul de forma interina, até a população eleger seu primeiro representante. Mesmo com a Golpe militar em 1964, todos os prefeitos do município foram eleitos pelo voto direto.

## Prefeitos
| Nº | Nome                                | Imagem | Partido                             | Início do mandato     | Fim do mandato         | Vice-prefeito                       | Observações             |
| -- | ----------------------------------- | ------ | ----------------------------------- | --------------------- | ---------------------- | ----------------------------------- | ----------------------- |
| 1  | Ulisses Galvão Tavares              |        | PSD                                 | 13 de abril de 1963   | 31 de janeiro de 1964  | —                                   | Prefeito nomeado        |
| 2  | Wilson Galvão de Freitas            |        | PSD                                 | 31 de janeiro de 1964 | 31 de janeiro de 1969  | João Minervino de Moura             | Prefeito e vice eleitos |
| 3  | João Minervino de Moura             |        | ARENA                               | 31 de janeiro de 1969 | 31 de janeiro de 1973  | Arlindo Carlos Galvão               | Prefeito e vice eleitos |
| 4  | Arlindo Carlos Galvão               |        | MDB                                 | 31 de janeiro de 1973 | 31 de janeiro de 1977  | João Florêncio da Silva             | Prefeito e vice eleitos |
| 5  | Nivaldo Rodrigues de Barros         |        | MDB                                 | 31 de janeiro de 1977 | 31 de janeiro de 1983  | Altamira Vieira de Andrade Freitas  | Prefeito e vice eleitos |
| 6  | José Odécio Rodrigues               |        | PDS                                 | 31 de janeiro de 1983 | 31 de dezembro de 1988 | não encontrado                      | Prefeito e vice eleitos |
| 7  | Nivaldo Rodrigues de Barros         |        | PMDB                                | 1º de janeiro de 1989 | 31 de dezembro de 1992 | Antônio Modesto Rodrigues de Macedo | Prefeito e vice eleitos |
| 8  | Valmir José da Costa                |        | PFL                                 | 1º de janeiro de 1993 | 31 de dezembro de 1996 | Antônio Edmilson de Albuquerque     | Prefeito e vice eleitos |
| 9  | Antônio Edmilson Albuquerque        |        | PMDB                                | 1º de janeiro de 1997 | 31 de dezembro de 2000 | Francisco Caetano do Nascimento     | Prefeito e vice eleitos |
| 10 | Valmir José da Costa                |        | PPB                                 | 1º de janeiro de 2001 | 31 de dezembro de 2008 | Aluízio Carlos Galvão               | Prefeito e vice eleitos |
| 10 | Valmir José da Costa                | PTB    | Antônio Modesto Rodrigues de Macedo | 1º de janeiro de 2001 | 31 de dezembro de 2008 | Prefeito reeleito e vice eleito     |                         |
| 11 | Edmilson Inácio da Silva            |        | PDT                                 | 1º de janeiro de 2009 | 31 de dezembro de 2012 | João Batista Barros Júnior          | Prefeito e vice eleitos |
| 12 | Valdenício José da Costa            |        | PR                                  | 1º de janeiro de 2013 | 31 de dezembro de 2016 | Adelmo Marinho                      | Prefeito e vice eleitos |
| 13 | Antônio Modesto Rodrigues de Macedo |        | PSD                                 | 1º de janeiro de 2017 | 31 de dezembro de 2020 | Lucimar Lopes da Silva              | Prefeito e vice eleitos |
| 14 | Valdenício José da Costa            |        | DEM                                 | 1º de janeiro de 2021 | até a atualidade       | Manoel Messias Marinho              | Prefeito e vice eleitos |
| 14 | Valdenício José da Costa            | PL     | Prefeito e vice reeleitos           | 1º de janeiro de 2021 | até a atualidade       | Manoel Messias Marinho              |                         |